# Râul Blajovăț
Râul Blajovăț este un afluent al râului Cladova. 

## Hărți
- Harta județului Timiș